# Douglas Dailey
Douglas „Doug“ Dailey (* 1. April 1944 in Orrell Park, Liverpool) ist ein ehemaliger englischer Radrennfahrer, Trainer und heutiger Radsportfunktionär.

## Sportler, Trainer und Manager
Doug Dailey war von Anfang der 1960er bis Ende der 1970er Jahre als Amateur-Radrennfahrer aktiv; er fuhr fast ausschließlich Rennen in Großbritannien. Zweimal, 1972 und 1976, wurde er britischer Meister im Straßenrennen der Amateure. Dreimal gewann er die Mersey Two Days, zweimal die Tour of Ireland sowie zweimal das Eddie Soens Memorial. 1968 gewann er das Eintagesrennen Lincoln Grand Prix.
Von 1986 bis 1996 war Dailey britischer Nationaltrainer, anschließend übernahm er die Tätigkeit eines Logistik-Managers im britischen Radsportverband. Als solcher bereitete er die Einsätze der britischen Mannschaft bei Commonwealth Games und Olympischen Spielen vor.

## Berufliches
Dailey absolvierte eine Ausbildung zum Krankenpfleger.

## Ehrungen
Zweimal, 1969 und 1984, wurde Douglas Dailey mit „Merseyside Golden Cycle Award“ ausgezeichnet. 2008 wurde ihm der Orden Member of the Order of the British Empire verliehen und wurde er 2009 in die British Cycling Hall of Fame aufgenommen.